# Schronisko PTTK Przysłop pod Baranią Górą
Schronisko PTTK Przysłop pod Baranią Górą – górskie schronisko turystyczne Polskiego Towarzystwa Turystyczno-Krajoznawczego, w Beskidzie Śląskim na Przysłopie pod Baranią Górą, na wysokości 951 m n.p.m.

## Historia
Pierwszy budynek schroniska pochodził jeszcze z końca XIX wieku. Był to drewniany domek myśliwski arcyksięcia Fryderyka Habsburga, zbudowany w 1897 jako baza wypadowa do polowań na głuszce. Budynek został zdewastowany pod koniec I wojny światowej i początkowo pozostawał w dyspozycji Lasów Państwowych. Dopiero po kilku latach został przejęty przez Górnośląski Oddział Polskiego Towarzystwa Tatrzańskiego, który go wyremontował i 15 lipca 1925 oddał do użytku turystom.
II wojnę światową budynek przetrwał szczęśliwie bez zniszczeń. W 1946 został ponownie oddany do użytku. W 1953 Polskie Towarzystwo Turystyczno-Krajoznawcze wykupiło go od Lasów Państwowych. W latach 1973–1979, w związku z nasilającym się ruchem turystycznym, PTTK postawiło nowy, murowany, trzypiętrowy budynek schroniska. W 1985 stary, pohabsburski budynek, wyłączony już wcześniej z użytku turystów, rozebrano i przeniesiono do Wisły na ulicę Lipową, gdzie stoi do dziś, jako siedziba Oddziału PTTK w Wiśle.

Przy schronisku znajduje się drewniany budynek gospodarczy starego schroniska (tzw. "GOPR-ówka"), mieszczący obecnie Baraniogórski Ośrodek Historii Turystyki Górskiej „U źródeł Wisły”. 

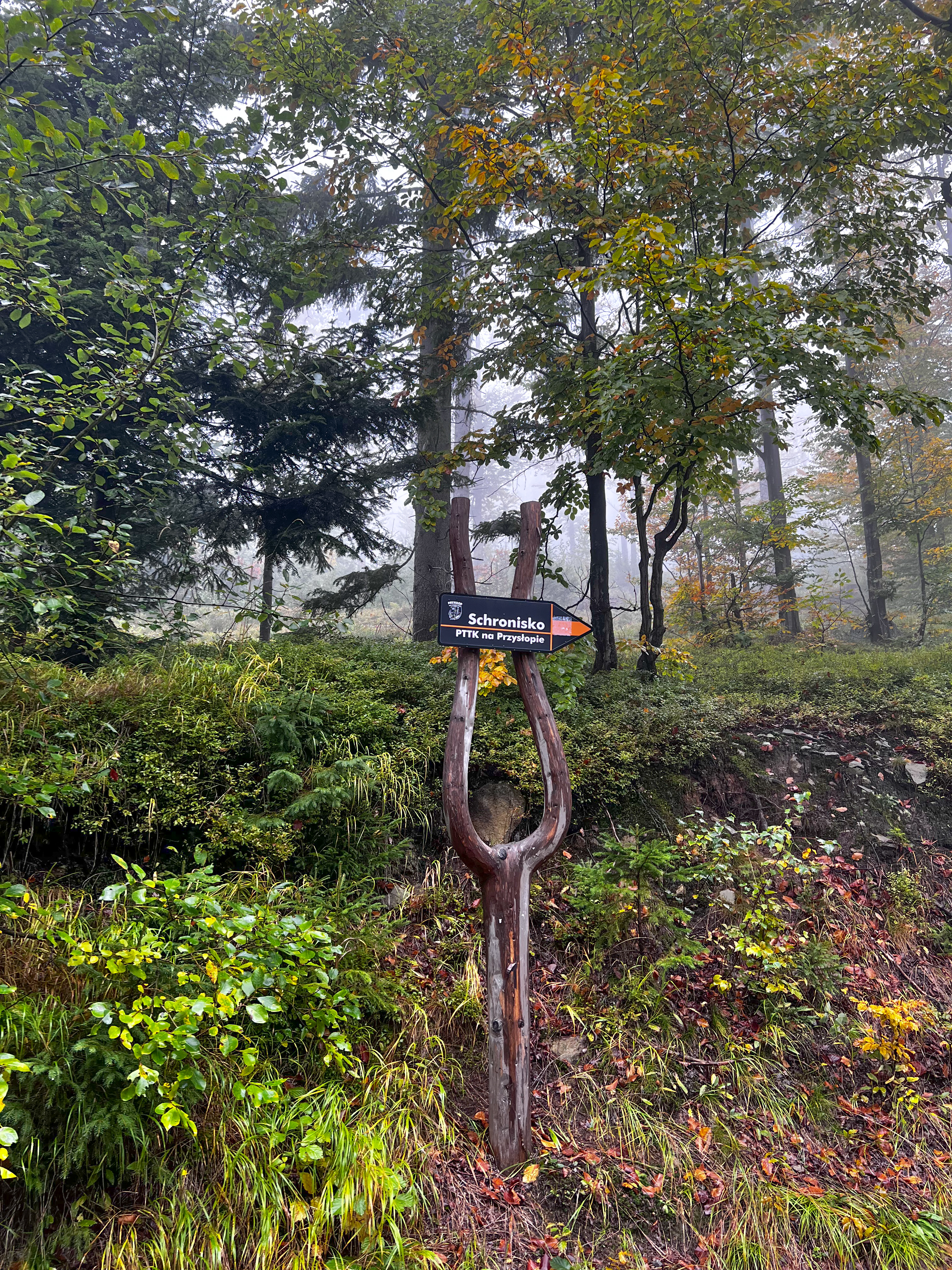
Drogowskaz na Schronisko.

## Warunki pobytu
Schronisko dysponuje obecnie ponad 90 miejscami noclegowymi. Znajduje się tu również kuchnia i duża stołówka.

## Szlaki turystyczne
Przy schronisku przebiegają szlaki turystyczne: niebieski  z Rupienki, zielony  z Istebnej i czerwony  (Główny Szlak Beskidzki) z Kubalonki – wszystkie na szczyt Baraniej Góry. Przebiega także ścieżka dydaktyczno-przyrodnicza na Baranią Górę – znajdują się tutaj punkty 11, 12 i 13.

## Galeria

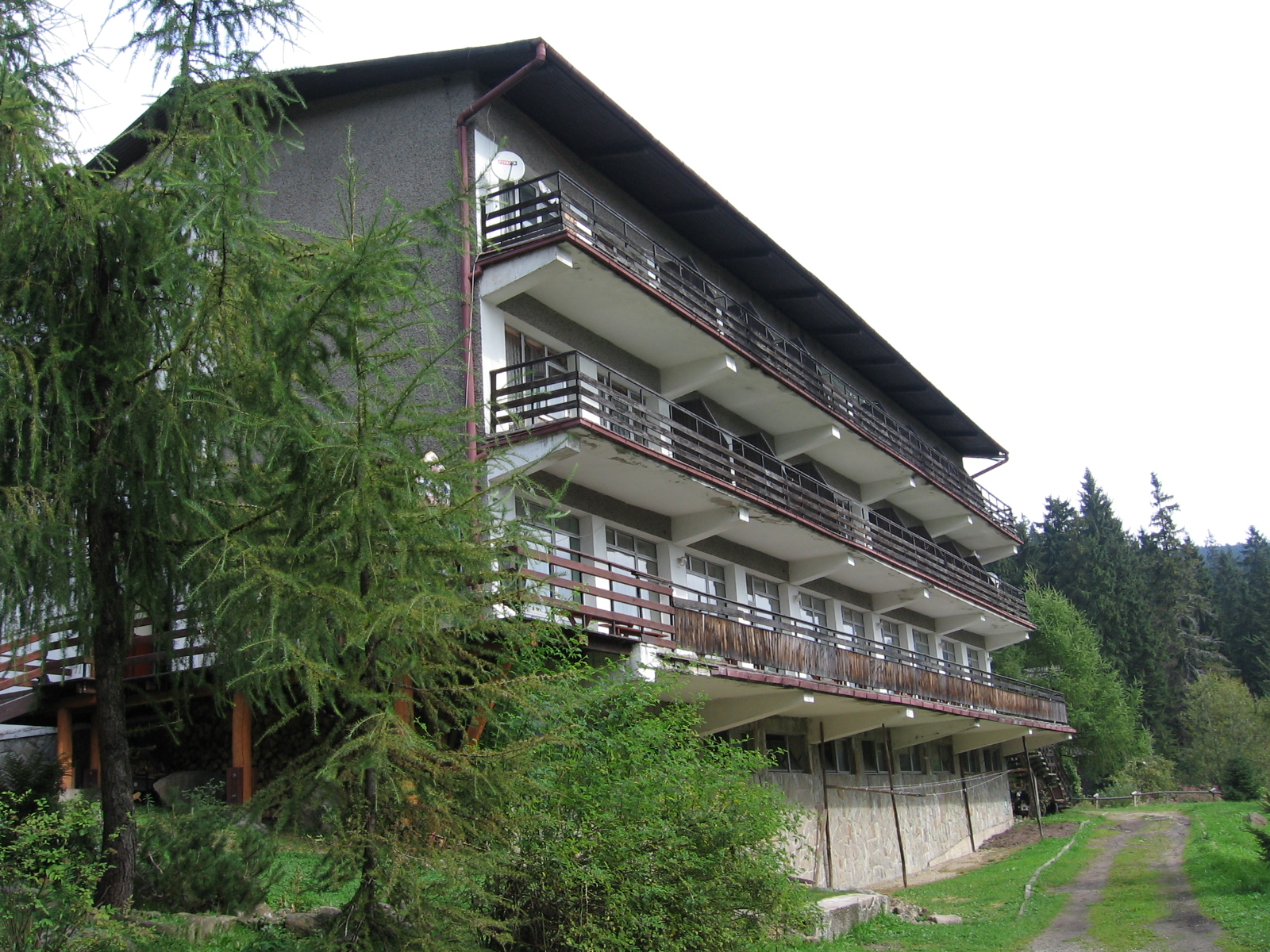
Front budynku
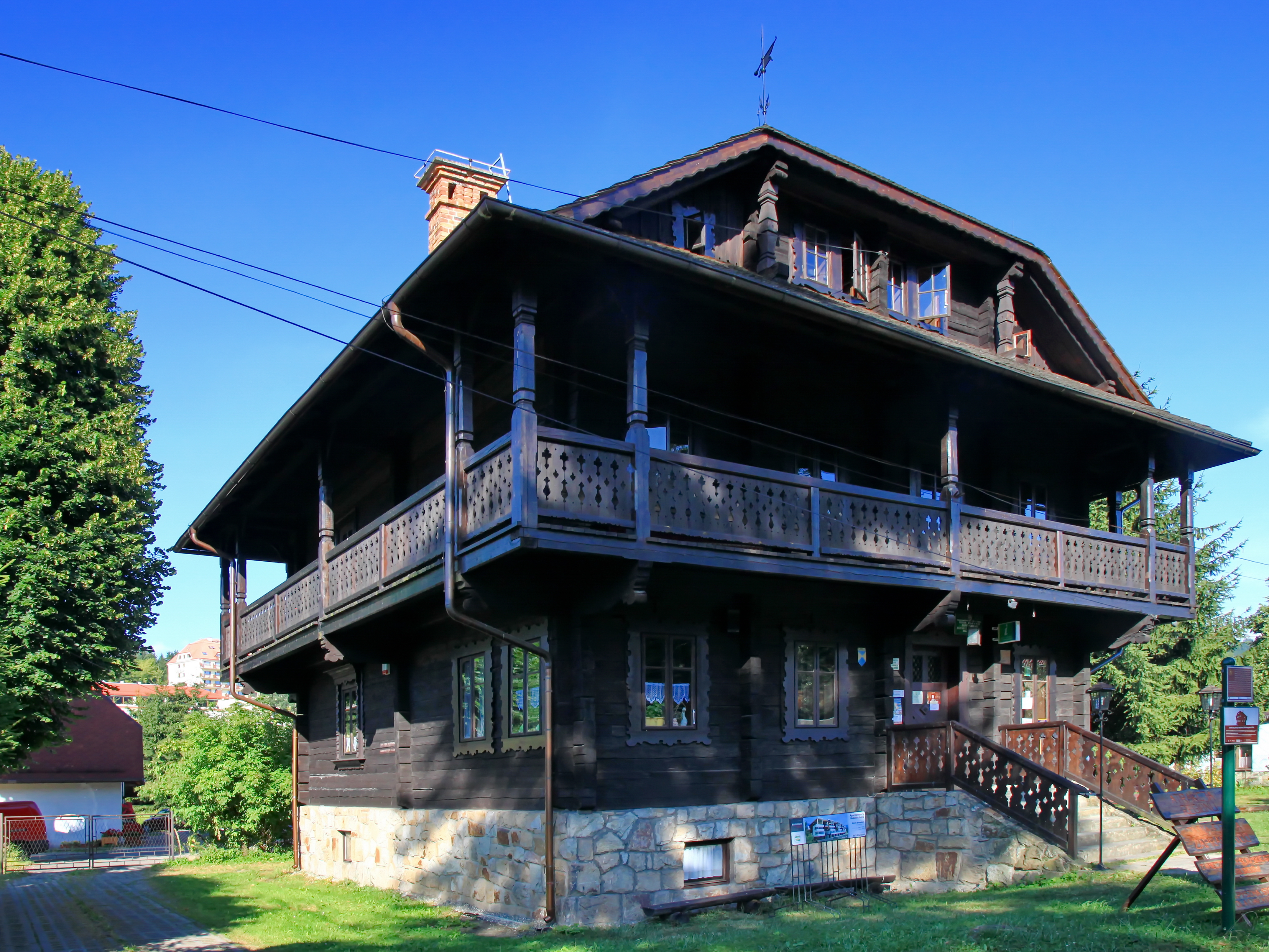
Stare schronisko – obecnie siedziba Oddziału PTTK w Wiśle
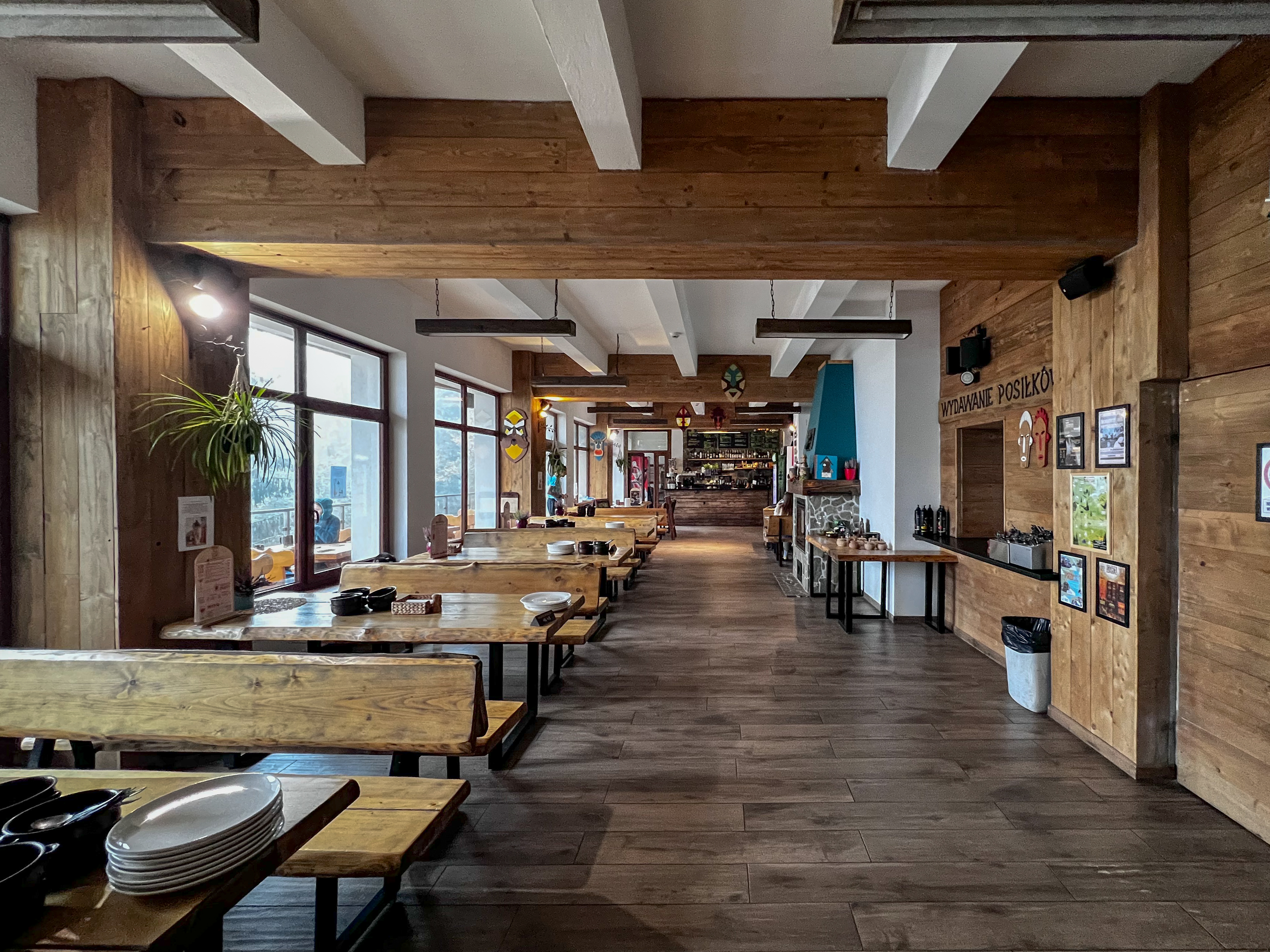
Stołówka – sala główna w schronisku
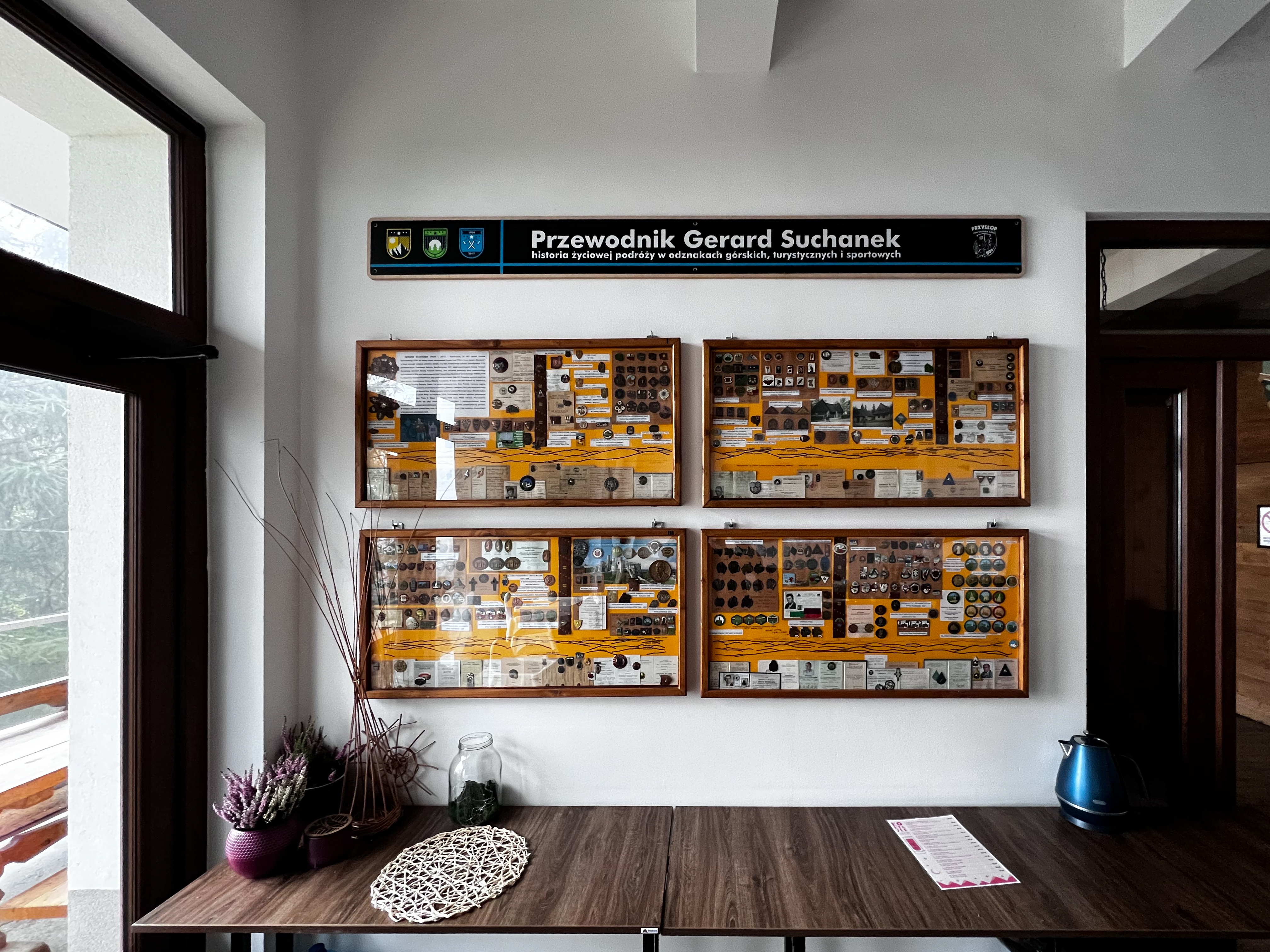
Gablota z odznakami turystycznymi